# جیریت‌دوزو (شاوشات)
جیریت‌دوزو (به ترکی استانبولی: Ciritdüzü) یک منطقهٔ مسکونی در ترکیه است که در شاوشات واقع شده‌است. جیریت‌دوزو ۲۳۹ نفر جمعیت دارد.